# پل شو
پل شو (انگلیسی: Paul Shaw؛ زادهٔ ۴ سپتامبر ۱۹۷۳) بازیکن فوتبال اهل بریتانیا است.
از باشگاه‌هایی که در آن بازی کرده‌است می‌توان به باشگاه فوتبال کاردیف سیتی، باشگاه فوتبال چسترفیلد، باشگاه فوتبال آرسنال، باشگاه فوتبال گیلینگام، باشگاه فوتبال فرنتس‌واروش، باشگاه فوتبال برنلی، باشگاه فوتبال شفیلد یونایتد، باشگاه فوتبال آکسفورد یونایتد، باشگاه فوتبال میلوال، باشگاه فوتبال پیتربورو یونایتد، باشگاه فوتبال روترهام یونایتد، و باشگاه فوتبال روترهام یونایتد، و تیم ملی فوتبال انگلستان اشاره کرد.
وی همچنین در تیم ملی فوتبال انگلستان بازی کرده‌است.